# ثيودور ماير
ثيودور ماير (بالألمانية: Theodor Meyer )‏ (ولد في عام 1861 –توفي في عام 1944 م) هو سياسي، من ألمانيا، توفي عن عمر يناهز 83 عاماً.

## مناصب
تولى منصب عضو مجلس النواب الألماني للإمبراطورية الألمانية.